# Haplophthalmus valenciae
Haplophthalmus valenciae es una especie de crustáceo isópodo terrestre cavernícola de la familia Trichoniscidae.

## Distribución geográfica
Son endémicos del este de la España peninsular.